# تيتسو سوجاماتا
تيتسو سوجاماتا (باليابانية: 菅又 哲男) (29 نوفمبر 1957 في أوتسونوميا في اليابان - )؛ هو لاعب كرة قدم ياباني سابق كان يلعب كمدافع. سبق له أن لعب مع منتخب اليابان.

## وصلات خارجية
- تيتسو سوجاماتا على موقع ناشيونال فوتبول تيمز (الإنجليزية)
- تيتسو سوجاماتا على موقع عالم كرة القدم.نت (الإنجليزية)

- National Football Teams
- Japan National Football Team Database